# Allhallowtide

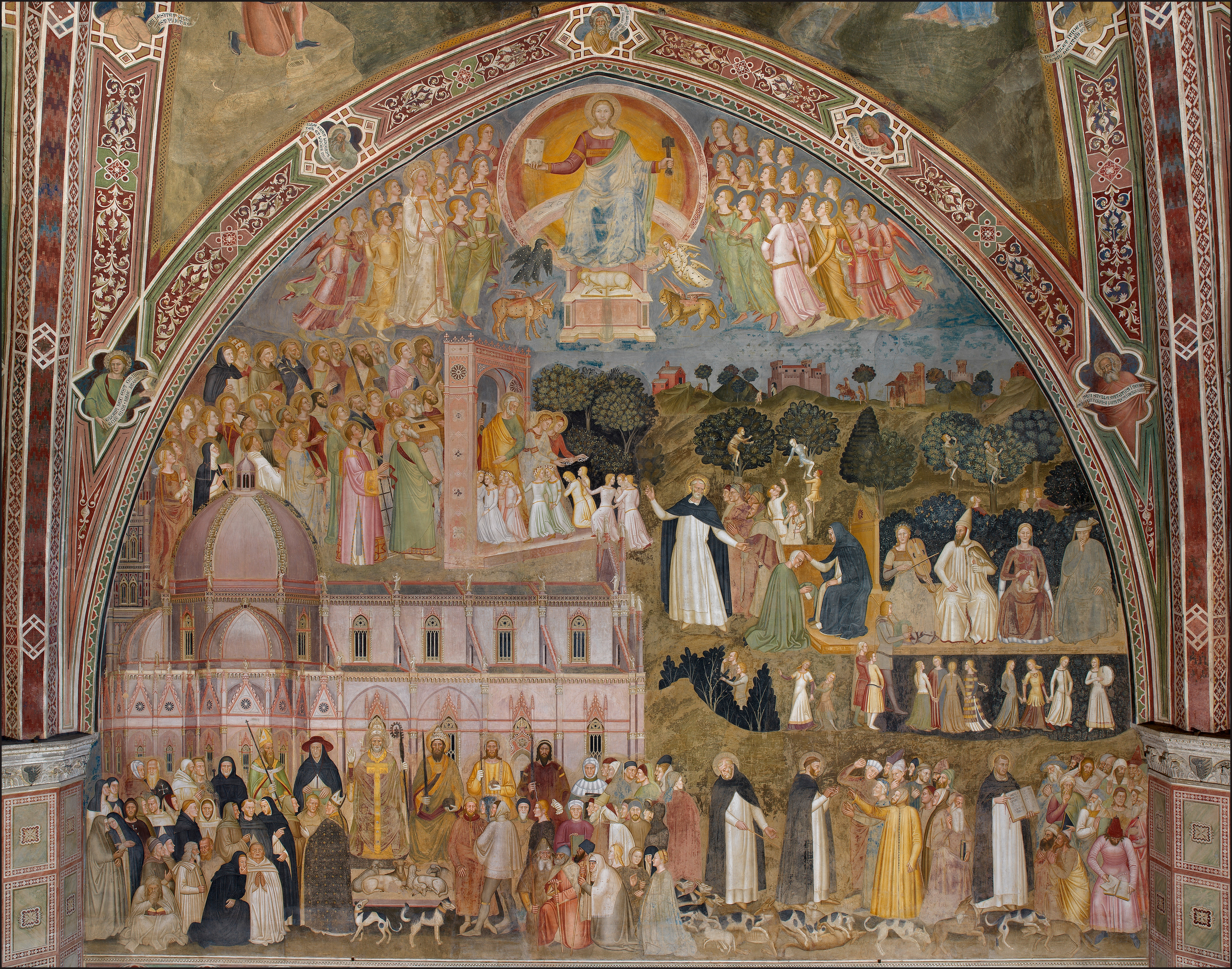
Exaltación de la Orden Dominica, fresco de Andrea de Bonaiuto en la iglesia de Santa María Novella (1365, aproximadamente)

Allhallowtide, Hallowtide, Allsaintstide, también tiempo o triduo de Todos los Santos (Hallowmas season) es el triduo que abarca las celebraciones cristianas occidentales de la Víspera de Todos los Santos, el Día de Todos los Santos y el Día de los Fieles Difuntos, que duran desde el 31 de octubre hasta el 2 de noviembre anualmente. Allhallowtide es una «época para recordar a los fallecidos, incluyendo mártires, santos y a todos los fieles difuntos cristianos». La fecha actual de Todos los Santos y su víspera fue establecida para Roma tal vez por Gregorio III y fue hecha obligatoria alrededor del reino de Francia por Ludovico Pío en 835. En otros lugares, la celebración se dio en otras fechas, como en Irlanda el 20 de abril. A principios del siglo XI, la fecha moderna de los Fieles Difuntos se popularizó, después de que el Abad Odilón lo estableciera como un día para los monjes y los monasterios asociados de Cluny de rezar por los difuntos.

## Etimología

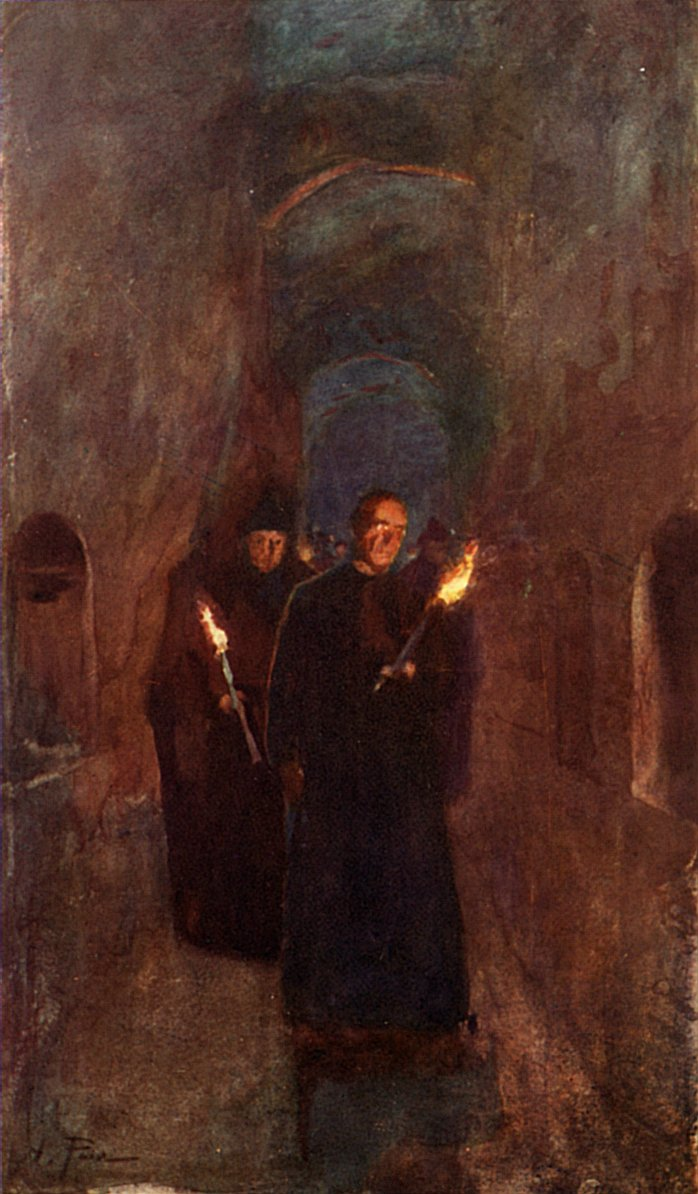
Muchos de los restos de mártires de la antigua Iglesia yacen en catacumbas

La palabra «Allhallowtide» fue usada por primera vez en 1471, y deriva de dos palabras: halig («santo»), del inglés antiguo, y tide, que significa «tiempo» o «época» (como ocurre en el Tiempo pascual). En el caso de «Hallowmas», la última parte deriva de mass («misa»).

## Historia
La actitud cristiana hacia la muerte de mártires fue ejemplificada por primera vez en el Nuevo Testamento, que registra que tras la decapitación de Juan el Bautista, sus discípulos lo enterraron de forma respetuosa. Del mismo modo, San Esteban «recibió un entierro cristiano por sus compañeros cristianos después de haber sido lapidado hasta la muerte por una multitud». Dos de los Padres de la Iglesia preniceos, Efrén de Siria y Juan Crisóstomo, escribieron sobre la importancia de honrar a los muertos. En la Iglesia primitiva, los días festivos de los mártires fueron celebraciones locales, y se construyeron iglesias en los lugares donde había ocurrido el martirio. Sin embargo, esto cambió durante la persecución a los Cristianos en el Imperio romano:

Esta medida funcionó muy bien al principio, pero pronto hubo más mártires que días en el año, y así un día fue apartado en honor a todos ellos, llamado Día de Todos los Santos. Esto tuvo lugar sobre el año 610 d. C. El día del año en el que el festival ocurrió por primera vez fue en mayo, y no fue hasta doscientos años más tarde que se cambió al 1 de noviembre, el día que ahora celebramos. Los cristianos de aquellos tiempos tenían el hábito de pasar la noche de antes del Día de Todos los Santos pensando sobre las buenas y serviciales vidas de aquellos en cuyo honor se había reservado el día y en orar que pudieran ser como ellos. Los servicios se llevaron a cabo en las iglesias, y encendían velas e incienso ante las imágenes y estatuas de los santos. Para ellos era uno de los días más sagrados y significantes de todo el año.
Frances Stewart Mossier

Siguiendo el establecimiento del Día de Todos los Santos y su víspera (Halloween) en el siglo XIII, Odilón de Cluny popularizó el Día de los Fieles Difuntos, formando el tercer día del triduo de Allhallowtide. La octava de Allhallowtide, que duraba ocho días, fue «establecida por el papa Sixto IV en 1430 para toda la Iglesia occidental», pero esta festividad se eliminó durante las reformas litúrgicas de la Iglesia católica de 1955. Aun así, la octava sigue siendo celebrada por muchos anglicanos.